# Fakocsifutam (South Park)
A Fakocsifutam (Pinewood Derby) a South Park című rajzfilmsorozat 187. része (a 13. évad 6. epizódja). Elsőként 2009. április 15-én sugározták az Egyesült Államokban. Magyarországon 2009. december 25-én mutatta be az MTV.
A történet szerint Randy segít Stannek csalni a fakocsiversenyen, amely eredményeképp idegen civilizációt fedeznek fel. Amikor az intergalaktikus bűnöző South Parkba látogat, a lakók megszerzik az űrlóvét, úgy döntenek, hogy megtartják maguknak és elrejtik az intergalaktikus rendőrök elől.

## Cselekmény
Stan Marsh és Randy Marsh a házuk pincéjében lázasan készülődnek az iskolában másnap megtartandó Pinewood Derbyre, vagyis a fakocsifutamra. Stanék egy piros fakocsit készítenek. A fakocsit csak a szabályzatban előírt alkatrészekből lehet felépíteni, de Randy még belehelyez a kocsiba egy fénylő gömböt.
Másnap reggel Stan a tévében látja a híradót, melyben beszámolnak arról, hogy valaki ellopott egy szupravezető mágnest a svájci részecskegyorsítóból (Nagy Hadronütköztető). Stan a biztonsági kamerafelvételeken látja, hogy a tolvaj nem más mint apja, Leia hercegnőnek öltözve. A híradóban bemondják, hogy Leia hercegnő ellen körözést adtak ki.
Ezután az iskolában megkezdődik a fakocsifutam. Mielőtt a versenyzők rajthoz állnának, a cserkészbizottság mindenkinek ellenőrzi a kocsiját. Randy azt kéri Stantől, hogy hazudja azt a bizottságnak, hogy kizárólag a szabályzatban előírt alkatrészeket használták. A bizottság elfogadja a kocsit, így Stan rajthoz áll. Miután elindították a lejtőn a kocsikat, Stan kocsija hirtelen fénysebességre kapcsol, és kirepül az iskolából egyenesen a világűrbe, ahol egy idegen űrhajó beszippantja azt. Stan megkapja az első díjat, mert övé volt a leggyorsabb fakocsi.
Másnap Stanék házába két ügynök érkezik a nemzetbiztonságtól. Elmondják Randynek és Stannak, hogy egy idegen életforma megtalálta a fakocsit a világűrben, és a Föld felé tart űrhajójával. Az ügynökök megköszönik Stanéknek, hogy általuk sikerült felvenni az első kapcsolatot az idegenekkel. Kis idő múlva megérkezik az idegen űrhajó, és leszáll South Parkban. Randy telefonon tartja a kapcsolatot a világ országainak vezetőivel, hogy tájékoztassa őket a történtekről. Az űrhajóból kilép az emberformájú, lila színű idegen lény, aki miután megtudja, hogy ki készítette a fénysebességet elért fakocsit, fegyvert fog az emberekre. Elmondása szerint ő egy intergalaktikus gengszter, akit az egész Bolygószövetség üldöz, mert kirabolta a Bolygóközi Bankot. Az idegen azt követeli Randytől és Stantől, hogy készítsenek neki még egy ilyen gyorsaságra képes fakocsit, hogy azt be tudja helyezni a hajtóművébe, amivel gyorsan eltűnhet az intergalaktikus rendőrség elől. Stan tudja, hogy nem tudnak még egy fénysebességgel haladó kocsit csinálni, mivel nincs több szupermágnes a birtokukban. Stan el akarja mondani az igazságot, hogy csaltak a futamon a mágnessel, de Randy nem hagyja ezt, szerinte így hülyén jönnének ki a dologból. 
Randyék nekikezdenek a kocsi készítésének, de hirtelen megjelenik az intergalaktikus rendőrség. Az idegen gyorsan láthatatlanná változtatja az űrhajóját, majd elbújik a rendőrök elől. Előtte viszont utasítja Randyt, hogy rázza le a rendőrséget, mert ha nem, akkor elpusztítja a Földet. A rendőri űrhajóból kilépnek a meztelencsiga formájú rendőrök, és kérdőre vonják a földlakókat, hogy nem találkoztak-e egy intergalaktikus bűnözővel, aki nagyon sok "űrlóvét" rabolt el. Miután Randy beszél a Föld vezetőivel, azt válaszolják, hogy nem. Erre a rendőrök elmennek, a bűnöző pedig előbújik, majd utasítja Randyéket, hogy készítsék tovább a fakocsit.
A munka közben Randy egy fémrúdból kést csinál, majd utasítja a fiát, hogy ölje meg az űrlényt, mikor az odalép hozzájuk. Stan ezután sikeresen ledöfi az űrlényt, aki holtan esik össze. Ezután az emberek beözönlenek az idegen űrhajójába, hogy jobban szemügyre vegyék azt. Az űrhajóban megtalálják a nagy mennyiségű "űrlóvét". Randy azt tanácsolja, hogy ne szóljanak a bolygószövetségi rendőröknek, hanem tartsák meg a pénzt. Az emberek beleegyeznek, ám Randy kénytelen tárgyalni más országok vezetőivel a pénzről, ugyanis minden ország akar belőle.
Négy nap elteltével Randy még mindig a világ országainak vezetőivel tárgyal, mikor Finnország kijelenti, hogy elmondják az intergalaktikus rendőröknek, hogy az "űrlóvét" megtalálták. Randy gyorsan megbeszéli a többi országgal, hogy Finnországot sürgősen ki kell iktatni. A vezetők beleegyeznek, és az országra atomrakétákat lőnek ki. Ezután megjelennek az intergalaktikus rendőrök és kérdőre vonják a földlakókat a történtekről. Randy azt mondja, hogy a finnek csupán öngyilkosok lettek. Ekkor megjelenik Stan és mindenki előtt bevallja, hogy csalt a fakocsifutamon, majd előad egy beszédet az emberi kapzsiságról és az igazmondás jelentőségéről. Ezután a rendőrök megkérdezik az embereket, hogy nincs-e több mondanivalójuk, mire a Föld vezetői egyöntetűleg nemet válaszolnak a telefonon keresztül. Ekkor a rendőri űrhajóból előlép a korábban Stan által leszúrt bűnöző, és elmagyarázza, hogy csupán tesztelték a Földet. Az idegen szerint miután egy civilizáció átlépi a fénysebességet, azt meghívják a Bolygószövetségbe. De előtte még tesztelik a bolygót az "űrlóvé" teszttel, hogy a lakosai megérdemlik-e a csatlakozást. Mivel a Föld megbukott a teszten, az idegenek elhagyják a Földet, majd egy energiapajzzsal körülveszik azt, hogy a bolygót örökre elzárják a külvilágtól.

## Utalások
- Randy a világ vezetői közül többek között beszél Angela Merkel német, Gordon Brown angol, Luiz Inácio Lula da Silva brazil, Silvio Berlusconi olasz, Felipe Calderón mexikói, Nicolas Sarkozy francia, Hu Csin-tao kínai, Mwai Kibaki kenyai és Aszó Taró japán elnökkel is.
- Finnország lebombázása - melyben Gordon Brown is bűnrészes - egy angol internetes hírportál szerint az Egyesült Királyság és Izland közötti történések kifigurázása. Ugyanis az Európai Unió engedélyezte Nagy-Britanniának, hogy katonai beruházásokat tegyen Izlandon, holott ez ellenkezik az érvényben lévő terror elleni törvénnyel.
- Az epizód cselekményének egyik részét alkotó fakocsifutam, vagyis a Pinewood Derby a valóságban is megrendezésre kerül az amerikai cserkészszövetség által minden évben.
- A rendőrűrlények folyamatos visszajövetele a Földre "csak még egy kérdésért" utalás Columbo-ra
- A riporter a tévében megjegyzi, hogy az űrlényekkel való első találkozás talán Jodie Fosteres lesz. Ez utalás az általa játszott Kapcsolat című filmre.
- A galaktikus gengszter hasonlóan beszél mint Edward G. Robinson számos általa játszott filmben.
- Randy Leia hercegnőnek öltözve rabolja el a szupermágnest a részecskegyorsítóból. Leia hercegnő a Star Wars filmek szereplője.
- A Bolygószövetség, meg az, hogy azok léphetnek be akik túllépi a fénysebességet, utalás lehet a Star Trek sorozatra.

## Bakik
- Az epizódban az orosz elnök Vlagyimir Putyin, pedig az epizód vetítése idején ezt a hivatalt Dmitrij Medvegyev töltötte be.
- Hasonló a helyzet az ausztrál és a finn államfővel is. John Howard helyett Kevin Rudd, Matti Vanhanen helyett pedig Tarja Halonen volt az államfő.

## Külső hivatkozások
- Fakocsifutam Archiválva 2009. december 16-i dátummal a Wayback Machine-ben a South Park Studios hivatalos honlapon
- Fakocsifutam az Internet Movie Database oldalon (angolul)